# Mürztal
Mürztal er et område opkaldt efter floden Mürz, og ligger i delstaten Steiermark i Østrig, og består af området mellem byerne Bruck an der Mur og Mürzzuschlag. I Mürztal er den største by Kapfenberg. Mürztal er et af de vigtigste industriområder i Østrig. Stålproducenten Böhler-Uddeholm AG, papirfabrikken Norske Skog og andre store selskaber har etableret sig her.
Mürztal bliver afgrænset af Mürzsteger Alpen mod nord og Fischbacher Alpen mod syd.
47°30′00″N 15°25′00″Ø / 47.5°N 15.4167°Ø